# Union Pearson Express
L'Union Pearson Express (UP Express) est un service ferroviaire de passagers dans le Grand Toronto, reliant les deux centres de transports les plus chargés du Canada, l'aéroport international Pearson de Toronto et la gare Union située en centre-ville.
L'express fut lancé le 6 juin 2015, en préparation pour les Jeux panaméricains de 2015,,. Il circule entre Union et Pearson en 25 minutes, au rythme d'un toutes les 15 minutes, sept jours sur sept. Le tarif plain d'Union à Pearson est 27.50 $ canadiens ; il existe des tarifs réduits pour des personnes âgées, les employés de l'aéroport et ceux qui portent la carte Presto. On prévoit que la ligne va transporter 2,35 millions de passagers par an, et qu'elle va éliminer environ 1,2 million de trajets en voitures dès sa première année d'exploitation.
C'est le premier service ferroviaire en l'Amérique du Nord qui dessert uniquement un trajet entre un aéroport et une ville, ce qui contraste avec les villes dont les aéroports sont desservis par un métro ou un train de banlieue. L'UP est une division de Metrolinx, l'entreprise publique du gouvernement de l'Ontario qui dirige et intègre le transport public dans le Grand Toronto et le Grand Hamilton. Une telle liaison était l'un des projets de prioritaires identifiés dans le plan de transport régional de Metrolinx, The Big Move (Le Grand Déplacement). La construction fut lancée en 2011 à titre d'une partie du projet de Georgetown (Ontario) Sud, qui a élargi la route ferroviaire que l'UP Express partage avec le GO Transit (aussi une division de Metrolinx) et Via Rail Canada,.
L'UP Express emploie des rames automotrice à moteur Diesel, qui satisfont les normes d'émissions tier 4 (niveau 4) de l'Environmental Protection Agency des États-Unis.
On prévoit que la ligne sera électrifiée avec celle de Kitchener de GO Transit, mais aucune date n'est encore précisée.
On a blâmé l'UP Express pour ne par avoir employé des trains électriques dès le début, et aussi pour les tarifs qui sont plus élevés que ceux des autres liens aux aéroports de l'Amérique du Nord,,.

## Histoire

### Les premières propositions
On s'intéresse à une meilleure desserte de l'aéroport Pearson depuis la fin des années 1980. Trois études formelles ont été achevées en 1989, 1990 et 1991, dont les deux dernières ont présenté des options pour un lien soit avec la ligne Georgetown (aujourd'hui la ligne Kitchener) de GO Transit, soit avec la Ligne Bloor-Danforth du métro de Toronto.

### L'ère SNC Lavalin

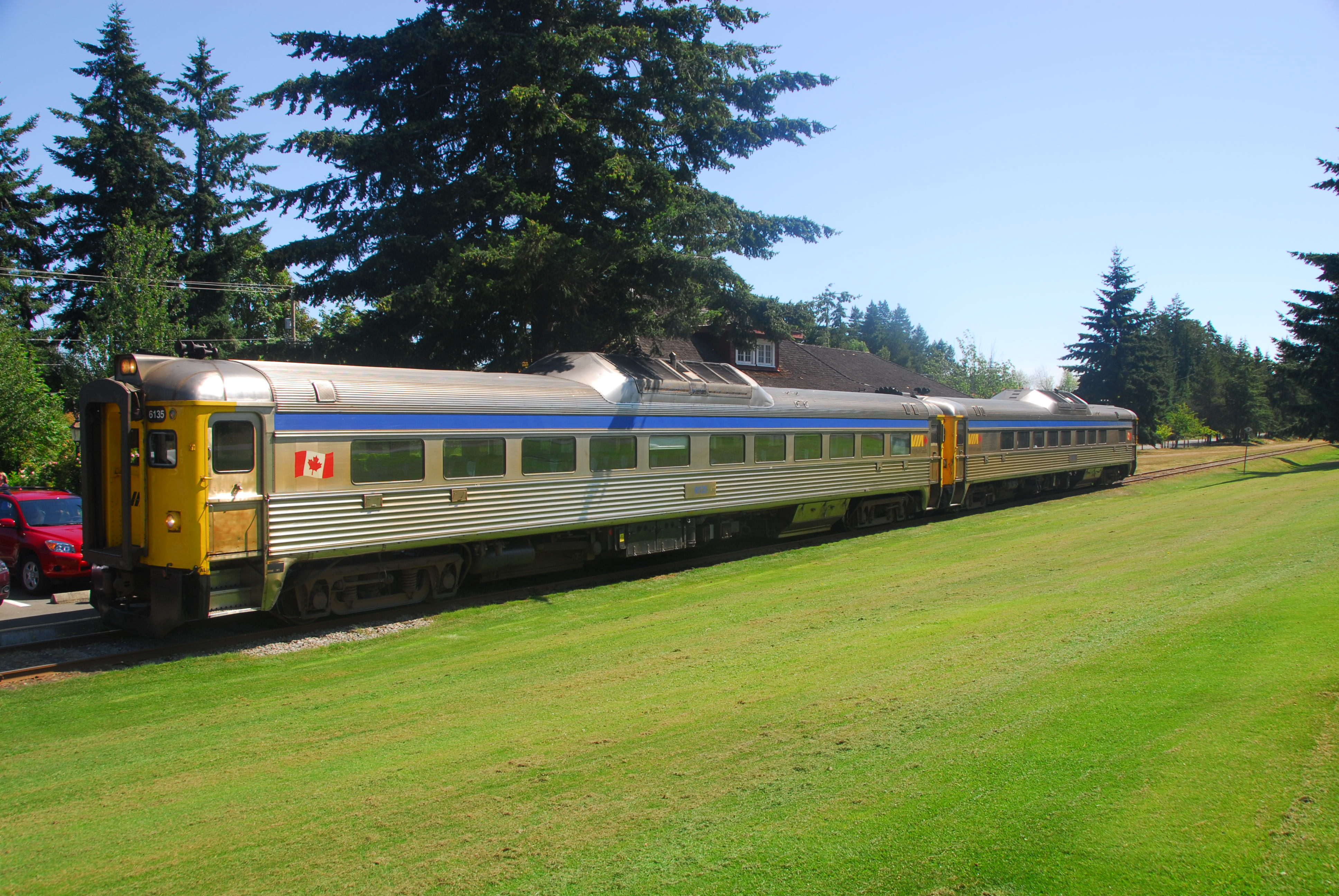
Le service original Blue22 proposée par SNC-Lavalin aurait employé des rames automotrices à moteur Diesel Budd renouvelées. La rame illustrée comporte deux telles voitures Budd employées par Via Rail Canada.

En avril 2001 le Transport Canada a demandé une proposition pour un lien ferroviaire à l'aéroport. En mai 2003 on a choisi quatre consortiums d'entreprises privées, dont le gagnant choisi 13 novembre 2003 était une société filiale de SNC-Lavalin dénommée la groupe «Union Pearson AirLink». Elle a dû financer, dessiner, construire, exploiter et maintenir la ligne ferroviaire. Le service serait appelé Blue22 (Bleu22) d'après le trajet prévu de 22 minutes, y compris un arrêt à la station Bloor de GO Transit. Elle emploierait des rames automotrices à moteur Diesel Budd renouvelées, et elle allait commencer entre 2008 et 2010.

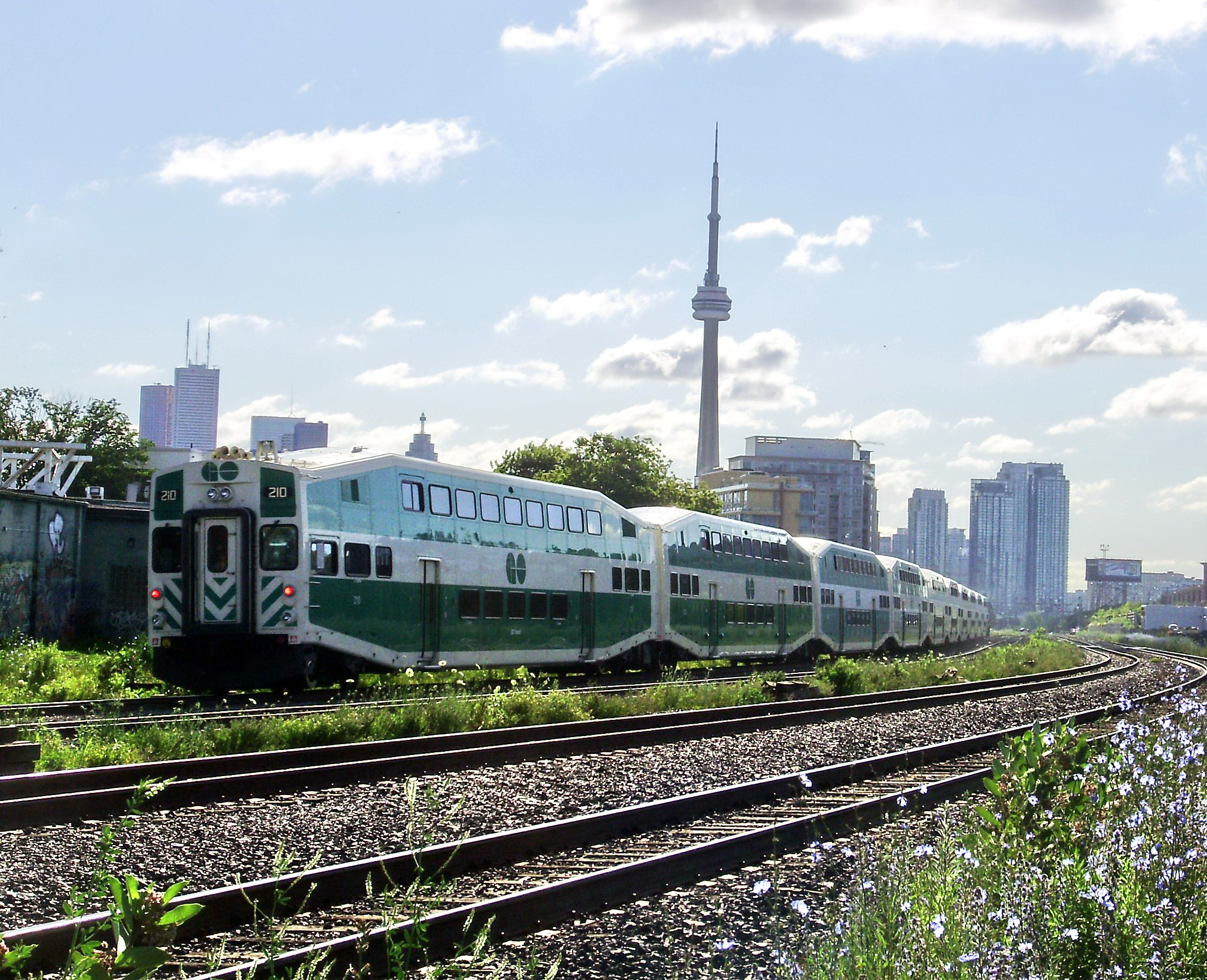
Un train de GO Transit sur la ligne Kitchener. Le projet UP Express est combiné avec celui de Georgetown Sud en améliorant l'infrastructure de la ligne pour le GO Transit et aussi pour l'UP Express.

Dès 2008, le projet n'a pas fait du progrès significatif, à cause de négociations difficiles, des difficultés avec les règlements et l'opposition de la communauté. En juin 2008, le gouvernement de l'Ontario a réduit le processus d'étude d'impact de trois ans à six mois, et un peu plus tard il s'est remis aux négociations avec la group Union Pearson AirLink pour un partenariat public-privé. En outre, la ligne a reçu des affirmations fortes d'adhésion du premier ministre de l'Ontario (Dalton McGuinty), du maire de Toronto (David Miller) et du gouvernement fédéral.
En novembre 2008, Metrolinx, l'entreprise publique du gouvernement de l'Ontario pour le transport public dans le Grand Toronto et le Grand Hamilton, a publié son plan de transport régional, The Big Move (Le Grand Déplacement), dans lequel une ligne ferroviaire à l'aéroport faisait partie d'une stratégie d'établir une grande connectivité de transport public multi-directionnel dans les environs de l'aéroport, avec le Transitway (bus à haut niveau de service) de Mississauga, des routes de transport public suivant les autoroutes 401 et 427 et des métros légers suivant les avenues Eglinton et Finch.
En décembre 2008, Metrolinx a proposé une étude d'impact nouvelle pour la combinaison de l'UP Express et le projet Georgetown Sud de GO Transitl. Le rapport final du projet environnemental a été publié le 30 juillet 2009.

### Metrolinx succède au projet
Après deux ans de négociations sans succès et des difficultés financières, le partenariat public-privé de l'Ontario avec le groupe AirLink est annulé en juillet 2010, et la responsabilité de posséder et d'exploiter le service est concédée directement à Metrolinx,.
Metrolinx a établi la nouvelle division opérationnelle qui deviendrait l'Union Pearson Express. Le service est provisoirement appelé l'Air Rail Link (Lien air rail) jusqu'à l'annonce du nom officiel le 29 novembre 2012.
Metrolinx a préservé en général la même envergure du projet qu'on a approuvé dans l'étude d'impact, en dessinant le service pour des voyageurs aériens et non pour les migrations pendulaires. Il a changé la proposition ci-haut de SNC-Lavalin pour faire des synergies avec le GO Transit. En novembre 2010, le conseil d'administration de Metrolinx a autorisé les négociations avec Sumitomo Amérique pour la fourniture des rames; le conseil a approuvé le contrat en février 2011 et il est exécuté le 31 mars. En juillet 2011 on a designé Kathy Haley comme première présidente de la division.

### Construction

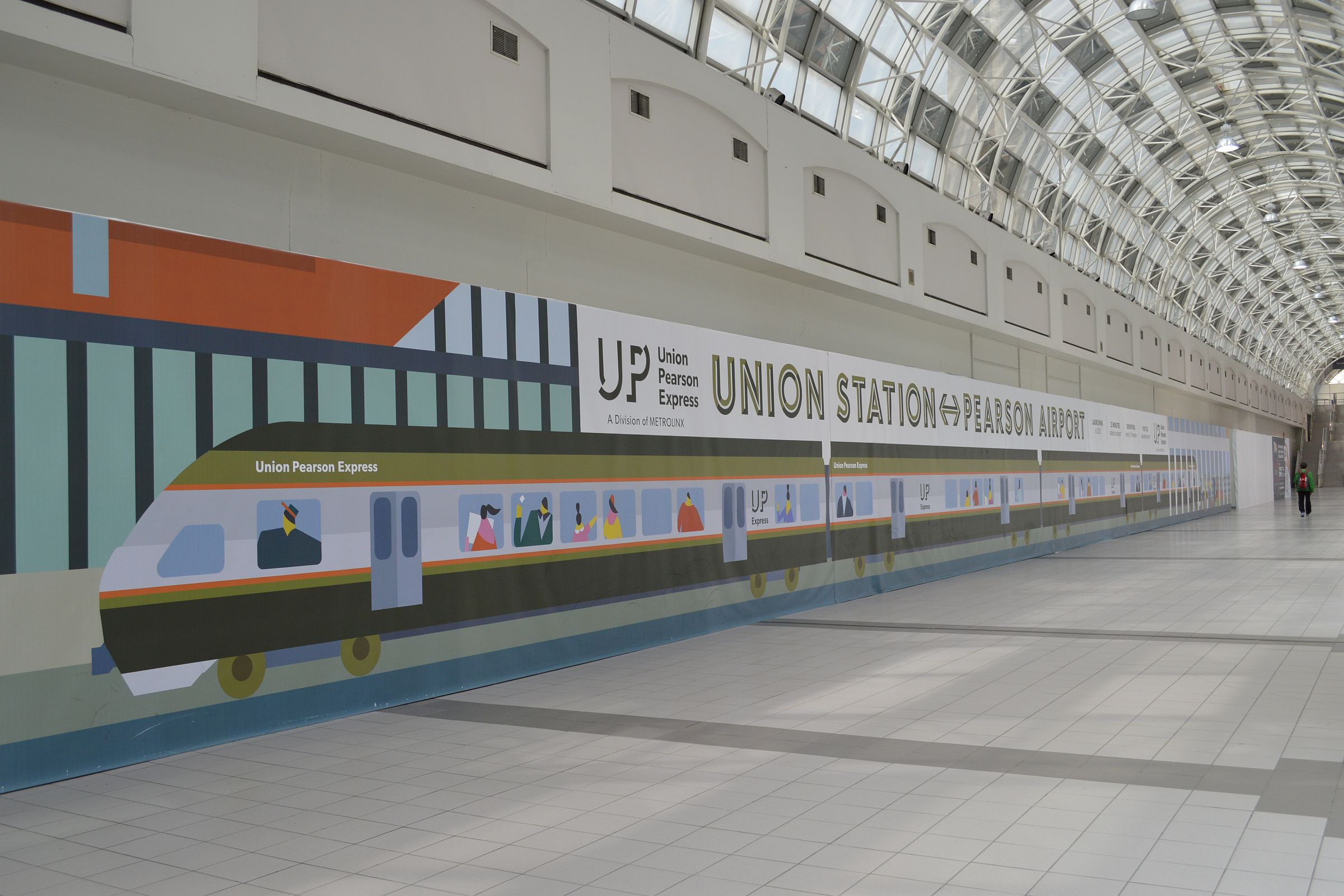
La construction de la station dans le SkyWalk, à côté de la gare Union en centre-ville.

On a annoncé le 24 octobre 2011 la sélection du consortium AirLinx Transit Partners pour achever la construction de l'UP Express. Le consortium comprend quelques-unes des plus grandes sociétés canadiennes de construction, y compris Aecon at Dufferin Construction. La construction de la branche et de la station Pearson a commencé dans le printemps de 2012, à un coût de 128,6 millions de dollars canadiens,. En 2010 on prévoyait que le projet entier coûterait 456 millions de dollars.
La construction de la route de l'UP Express a été entreprise à titre d'une partie du projet Georgetown Sud. Elle a inclus cinq nouveaux passages de route élevés et deux passages en dessous, un croisement de rail dénivelé, l'élargissement de 15 ponts et la reconstruction d'un autre, la construction ou reconstruction de quatre stations, de la construction et nivèlement majeur de voie, l'installation des signaux et des déplacements des utilités, en plus de la nouvelle branche de 3,3 km vers l'aéroport. Le travail a été conduit avec le minimum de dérangement aux opérations ferroviaires existantes, aux riverains et aux entreprises locales. Il y aura besoin encore d'un nouveau passage de rail sous l'autoroute 401 pour l'affluence future de passagers.

## Service

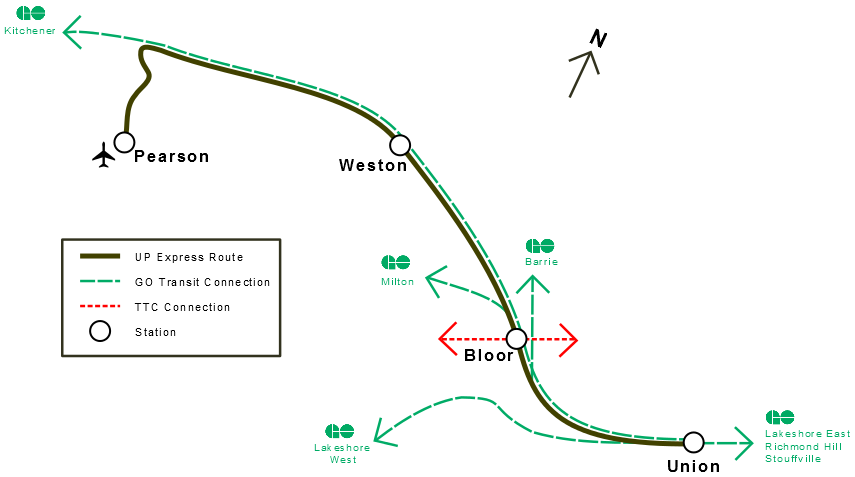
Plan de la route de l'Union Pearson Express

### Route et stations
À la gare Union, les passagers montent et descendent de l'UP Express à une plateforme complètement enclose, attaché au corridor Skywalk à l'ouest de la gare même. L'espace comporte des distributeurs automatiques de billets, des guichets de service, des valideurs des cartes Presto, un guichet automatique bancaire du banque canadienne impériale de commerce à devise multiple, une salle d'attente, des meubles, et des toilettes,.
De la gare Union, l'UP Express va au nord-ouest par la ligne Kitchener de GO Transit. L'infrastructure des 22 km entre la rue Bathurst et l'autoroute 427 a été améliorée dans le projet Georgetown Sud,. L'UP Express fait deux arrêts intermédiaires, aux stations de GO Transit Bloor et Weston. La station Bloor a été modifiée pour un meilleur accès et pour une meilleure correspondance avec GO Transit, et Metrolinx travail pour une correspondance directe en futur à la station Dundas West du métro de Toronto,.
Au-delà de l'autoroute 427, une nouvelle branche de rail, 3,3 km de longueur, porte l'UP Express de la ligne Kitchener à l'aéroport. La branche est élevée, formant le pont du rail le plus long de l'Ontario, avec une hauteur maximum de 28 m. On peut voir la Tour CN dans le centre-ville de Toronto, et les gratte-ciels Absolute World à Mississauga,,.
À l'aéroport Pearson, l'UP Express arrive à une station à l'aérogare Terminal 1. La station du LINK Train à Terminal 3 est avoisinante.

### Liste des stations
| Nom     | Région                      | Distance (km)      | Distance (km) | Correspondances                                                                                            |
| Nom     | Région                      | Entre les stations | De Pearson    | Correspondances                                                                                            |
| ------- | --------------------------- | ------------------ | ------------- | --- |
| Pearson | Pearson Airport             | -                  | 0,0           | LINK Train                                                                                                 |
| Weston  | Weston                      | 11,1               | 11,1          | GO Transit (ligne Kitchener), TTC (bus)                                                                    |
| Bloor   | High Park—Junction Triangle | 6,9                | 18,0          | GO Transit (ligne Kitchener), TTC (station de métro Dundas West, bus, tramway)                             |
| Union   | centre-ville                | 5,3                | 23,3          | TTC (station de métro Union, bus, tramway), GO Transit (toutes lignes ferroviaires, bus), Via Rail, Amtrak |

### Matériel roulant

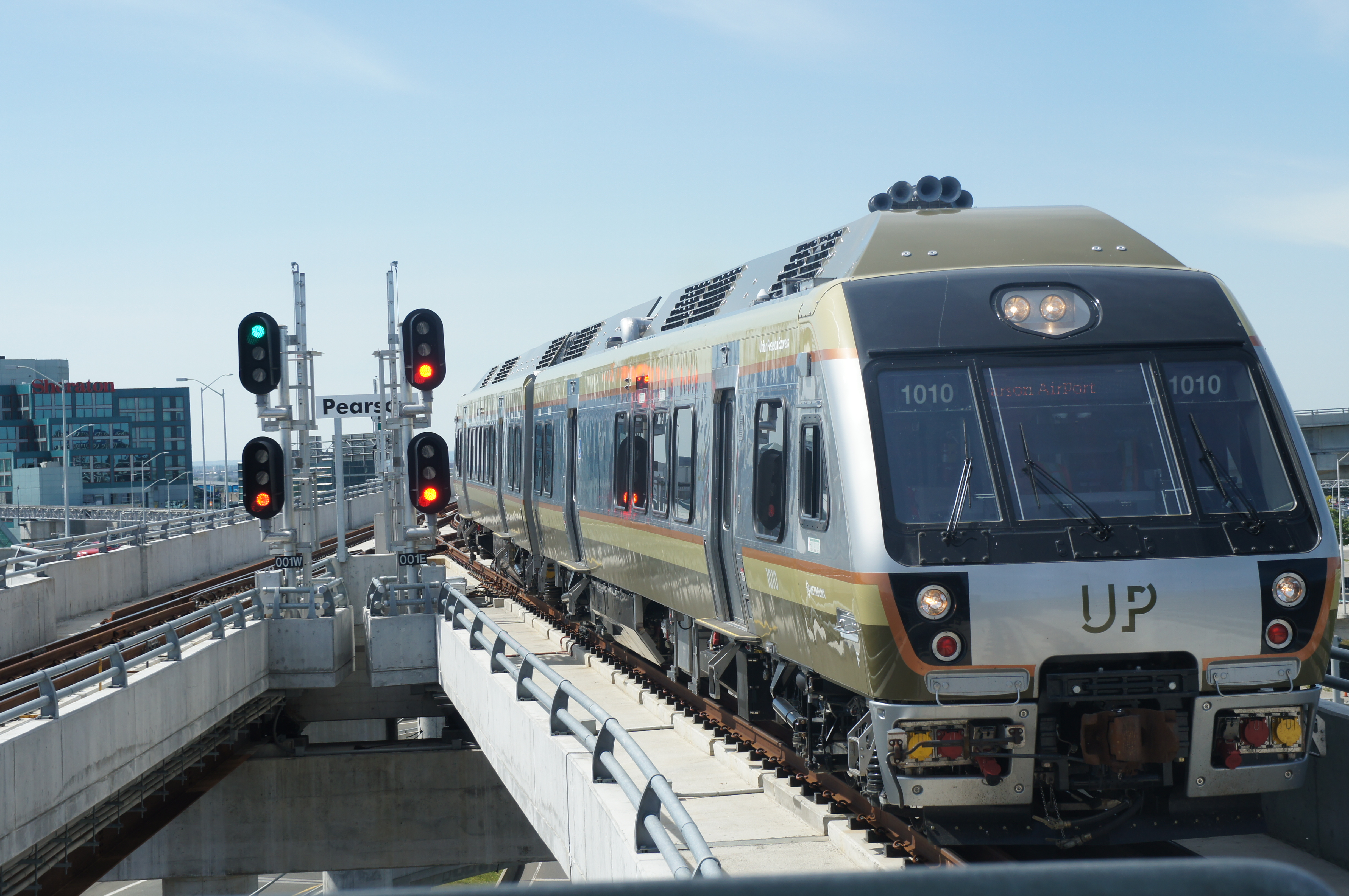
Une rame UP Express approche à Pearson.

L'Union Pearson Express emploi des rames automotrice à moteur Diesel Nippon Sharyo. Le parc comprend 18 voitures, formant quatre rames de 3 voitures et trois de 2 voitures. Le coût a été 75 millions $US,. Les rames ont été fabriquées en Japon, assemblées à Chicago et remorquées à Toronto par chemin de fer, le premier ayant arrivé le 15 août 2014,.
Chaque rame comporte de 115 à 173 places assis. À bord, on trouve des prises électriques, l'accès Wi-Fi à internet, une espace de bagages, et des toilettes,. Le service circule de 0530 à 0100 toutes les 15 minutes chaque jour, faisant un total d'environ 140 trajets par journée.
Le dessin des rames, qui emploient un système Diesel-hydraulique à six rapports, est basé sur celui crée pour le système Sonoma-Marin en Californie. On croit que ces rames sont les premières du monde qui sont conformes à la norme tier 4 (niveau 4) de l'Environmental Protection Agency des États-Unis, qui réduira les émissions jusqu'à 90%. Pendant le freinage, l'énergie est convertie par une génératrice auxiliaire en électricité pour l'éclairage et le chauffage à bord. À l'égard du contrôle de l'énergie en cas de tamponnement, elles se conforment à la norme niveau 1 de la Federal Railroad Administration (administration fédérale du rail) des États-Unis. Les modifications pour l'UP Express comportent des compartiments élevés de bagages enclos, qui conforment aux règlements de Transport Canada, et un volume de bagages amélioré.

### Impact environnemental
Les moteurs niveau 4 produisent substantiellement moins d'émissions que la plupart d'autres véhicules Diesel dans Toronto. Dans l'étude d'impact on a supposé que les rames ne suffiseraient que la norme niveau 3, mais l'étude a montré que même à la fréquence maximale, les trains n'augmenteraient pas la pollution au-dessus des normes provinciales.
L'étude Metrolinx en 2010 à propos de l'électrification, qui a supposé l'usage des moteurs Diesel de niveau 4, a trouvé que le service Georgetown et UP Express ne contribueraient qu'à 0,2 % de la pollution de l'air locale, et l'électrification ne produirait qu'une petite amélioration de la qualité de l'air. Dans une révision supplémentaire sur la santé humaine en 2011, GO Transit a encore examiné le plan pour des émissions à niveau 4, et il a trouvé que les risques pour la santé sont négligeables, tandis que la pollution actuelle à cause des autres sources est une question.

### Tarifs
Le tarif dépend de l'âge, de l'origine et de la destination, et de la méthode de paiement. Les réductions sont disponibles pour des groupes, les passagers qui rencontrent d'autres, et les employés de l'aéroport. Un sujet de critique est que les tarifs sont plus élevés que ceux de tous autres liens aux aéroports de l'Amérique du Nord.
| Catégorie de tarif | Catégorie de tarif | Aller unique (aller-retour) à/de Pearson | Aller unique (aller-retour) à/de Pearson | Aller unique (aller-retour) à/de Pearson |
| Catégorie de tarif | Catégorie de tarif | Union                                    | Bloor                                    | Weston                                   |
| --- | ------------------ | ---------------------------------------- | ---------------------------------------- | ---------------------------------------- |
| Adulte | Carte Presto       | $19.00 ($38.00)                          | $15.20 ($30.40)                          | $11.40 ($22.80)                          |
| Adulte | Sans Presto        | $27.50 ($53.00)                          | $22.00 ($42.00)                          | $16.50 ($31.00)                          |
| Élève/âgé | Carte Presto       | $16.15 ($32.30)                          | $12.90 ($25.80)                          | $9.70 ($19.40)                           |
| Élève/âgé | Sans Presto        | $23.40 ($44.80)                          | $18.70 ($35.40)                          | $14.05 ($26.10)                          |
| Enfant | Carte Presto       | $9.50 ($19.00)                           | $7.60 ($15.20)                           | $5.70 ($11.40)                           |
| Enfant | Sans Presto        | $13.75 ($25.50)                          | $11.00 ($20.00)                          | $8.25 ($14.50)                           |
| Famille | Sans Presto        | $55.00 ($110.00)                         | $44.00 ($88.00)                          | $33.00 ($66.00)                          |
| Le trajet est gratis pour les enfants sous l'âge de 6 ans et pour quelqu'un qui assiste un passager handicapé. On paie une prime de 2 $ si le titre de transport est acheté à bord. |                    |                                          |                                          |                                          |

### Nombre de passagers
Dès le 19 juin 2015, l'UP Express comptait une moyenne de 3 250 passagers par jour. Metrolinx prévoit qu'un an après l'ouverture du service il y en aura 5 000, et en 2020, la route va réaliser sa capacité maximale annuelle de 2,46 millions de passagers.

## L'opposition populaire, les disputes judiciaires
Les riverains de la section Weston du chemin de fer s'opposent aux altérations pour le project Georgetown Sud et à l'addition des trains UP Express. Parmi leurs concerns étaient la séparation de Weston par la fermeture des traverses de chemin de fer, le niveau de bruit, la qualité de l'air et les valeurs des propriétés,. En avril de 2009 ils ont formé la Clean Train Coalition (Coalition pour des trains propres), pour faire pression sur Metrolinx et sur la province pour l'électrification immédiate de la ligne au nom des communautés fort populées le long de l'elle. Tout de même, la province et aussi Rob Prichard, président de Metrolinx, ont indiqué que l'emploie de trains à moteur Diesel serit la seule méthode pour éviter des délais importants. Dit Prichard: «We believe the Greater Toronto Area needs this project as fast as possible, and that means going with the cleanest diesel technology in the world.» (Nous croyons que le Grand Toronto a besoin de ce projet dès que possible, et ça implique choisir la technologie Diesel la plus propre du monde.)
En août de 2012, la Coalition a lancé une action légale contre Metrolinx en appliquant pour une révision judiciaire. L'application a demandé l'annulation de toute décision d'employer des automotrices à moteur Diesel sur le lien ferroviaire à l'aéroport. Le fondement de la demande était que la province avait commandé que Metrolinx compléterait la ligne en avance des Jeux panaméricains, et pour satisfaire cette exigence, Metrolinx avait omis une analyse appropriée du choix des trains Diesel ou électriques, une omission opposée à leur mandat législatif.
Elle a asserté aussi qu'une nouvelle révision de la qualité de l'air soit justifié à cause de la décision de l'OMS que les émissions des moteurs Diesel soient un cancérogène. Leur avocat, Saba Ahmad, a décrit l'application épreuvant si les agences d'un gouvernement doivent obéir les lois de celui-même.
En fait, l'OMS ne classifie ces émissions (dès 1988) qu'un cancérogène probable, une décision fondée d'études de grande exposition à travail, comme aux mines. Cette classification a produit les normes plus strictes sur les émissions des moteurs Diesel, parmi aux le niveau 4 auquel l'UP Express conforme, mais l'OMS ne propose pas de changement à leur norme de la qualité de l'air, ceux qu'on a utilisé dans la révision supplémentaire de 2011 sur la santé humaine et ceux qui sont notamment plus stricts qu'on a employé dans les études précédentes,,. Le 21 novembre 2012, la Cour Divisionelle de l'Ontario a refusé l'application et a exigé que la Coalition paierait 30 000 $ pour les coûts de la cour.

## Alternatives

### Transports en commun
La Toronto Transit Commission (la Société des transports de Toronto) opère la route autobus 192 Airport Rocket (la fusée à l'aéroport), un service express qui connecte l'aéroport à la station Kipling de la Ligne 2 (Bloor-Danforth) du métro de Toronto, et aussi la route 52 Lawrence West (Ouest), une route autobus normale de la ville qui connecte l'aéroport aux stations Lawrence West et Lawrence de la Ligne 1 (Yonge-University). Puisque le tarif plein de la TTC est 3 $ (y compris des correspondances aux autres routes TTC pour continuer son trajet), c'est le choix le moins cher pour voyager entre l'aéroport et la ville). La durée normale du trajet de centre-ville par TTC est au moins 45 minutes, deux fois celle de l'UP Express. Les autobus de la 192 diffère des autres services TTC en ce qu'ils ont un porte-bagages pour des passagers. La TTC aussi opère les seuls services à l'aéroport pendant toute la nuit, formant une partie du Blue Night Network (Réseau bleu de la nuit).
GO Transit opère deux routes d'autobus qui connectent à Pearson. La route 40 assure le service sans arrêt chaque heure entre Richmond Hill et Pearson. La route 34 assure un service, partiellement express, à Brampton et aux terminaux d'autobus aux stations de métro Yorkdale et York Mills sur la Ligne 1. Leurs tarifs varient entre 5,20 $ et 6,35 $, selon la distance.
Une fois on a prévu que la ligne future Eglinton Crosstown (à travers la ville par Eglinton) aurait relié l'aéroport Pearson au réseau principal de la TTC en 2018, faisant partie du plan Transit City (Ville aux Transports en Commun). Mais l'annulation de ce plan a été annoncée par le maire Rob Ford pendant sa première journée de pouvoir. Quatre mois plus tard, une ligne Eglinton Crosstown modifiée est annoncée, et celle-ci termine à Black Creek Drive au lieu de continuer à l'aéroport. Le plan de transport régional de Metrolinx, The Big Move, demande un élargissement de cette ligne jusqu'à l'aéroport, et aussi une ligne de métro leger Finch West (Ouest).

### Commercial
De 1993 jusqu'à 2014, l’Airport Express était un autobus privé qui circulait entre l'aéroport et le centre-ville de Toronto. L'opérateur était Pacific Western Transportation. La route a été créée en 1979 par la Gray Coach, qui était une subsidiaire de la TTC. En 2012 le tarif plein pour un trajet était 26.95 $, et la durée du trajet variait entre 45 et 90 minutes, selon le trafic. Le service est définitivement fermé le 31 octobre 2014 à cause de l'usage insuffisant, la popularité des nouveaux services aériens de l'Aéroport Billy-Bishop de Toronto, les délais en centre-ville pendant la construction de route et l'anticipation du lancement de l'UP Express.
Des taxis et des limousines sont disponibles, aux tarifs soit uniformes, soit variables, selon la zone en Toronto où le trajet commence ou termine. Ceux-ci sont la forme de transport la plus chère pour un seul passager, excepté pour conduire une auto et payer les frais de stationnement à l'aéroport.
Les services de voyages partagés, comme Uber, coûtent approximativement 30 $ du centre-ville.